# Монтевидео Сити Торке
«Монтевиде́о Си́ти То́рке» (исп. Montevideo City Torque) — уругвайский футбольный клуб из Монтевидео.

## История
Клуб «Торке» (Club Atlético Torque, название переводится как «Момент силы» или «Крутящий момент») был основан 27 декабря 2007 года. Это один из самых «молодых» профессиональных клубов Уругвая. Штаб-квартира клуба расположена близ городской черты Монтевидео, географически относится к округам Монтевидео Касабо́ и Санта-Каталина.
Через полгода после основания «Торке» стал членом Ассоциации футбола Уругвая и дебютировал в сезоне 2008/09 во Втором любительском дивизионе. Положительным моментом в существовании клуба с самого начала стало относительно стабильное финансирование.
В сезоне 2011/12 «Торке» в «золотом матче» сумел обыграть со счётом 4:2 команду «Ориенталь» и стал чемпионом Второго любительского дивизиона. Так, проведя в третьей по уровне лиге Уругвая четыре сезона, «синие» в сезоне 2012/13 дебютировали во Втором профессиональном дивизионе. В апреле 2017 года клуб был приобретён международным консорциумом City Football Group, которому также, среди прочих, принадлежит английский «Манчестер Сити». По итогам сезона 2017 команда впервые в истории завоевала путёвку в Примеру.
В 2018 году «Торке» дебютировал в элитном дивизионе Уругвая. Несмотря на выход в финал Промежуточного турнира, где «Торке» уступил «Насьоналю», в таблице вылета команда заняла 14-е место и вернулась в Сегунду.
Надолго во втором эшелоне «Торке» не задержался, и по итогам сезона 2019 вновь стал победителем Второго дивизиона. Со стороны международных владельцев клуба было принято решение о ребрендинге. 22 января 2020 года клуб официально сменил название на «Монтевидео Сити Торке», а также логотип, который по своему дизайну похож на логотип «Манчестер Сити».
«Торке» долгое время выступал в Спорткомплексе имени Даниэля «Пистолы» Марсикано, который находится на небольшом отдалении к западу от границы города Монтевидео. Из-за небольшой вместительности арены после выхода во Второй дивизион команда начала играть домашние матчи на арене «Монтевидео Уондерерс» «Парк Вьера». В 2017 году «Торке» стал чемпионом Второго дивизиона, впервые в истории заработав путёвку в Примеру. В 2018 году команда выступала на стадионе «Хувентуда» «Парк Артигас» в Лас-Пьедрасе. В 2019 году и начале 2020 года в основном команда играла на стадионе «Сентенарио» в Монтевидео. После смены названия во второй половине года команда переехала на стадион «Чарруа».
По итогам сезона 2021 «Монтевидео Сити Торке» занял четвёртое место и заработал путёвку в Кубок Либертадорес.

## Достижения
- Финалист Промежуточного турнира (1): 2018
- Чемпион Второго дивизиона (2): 2017, 2019
- Чемпион Второго любительского дивизиона (третий по уровню) (1): 2011/12